# James Scott Skinner

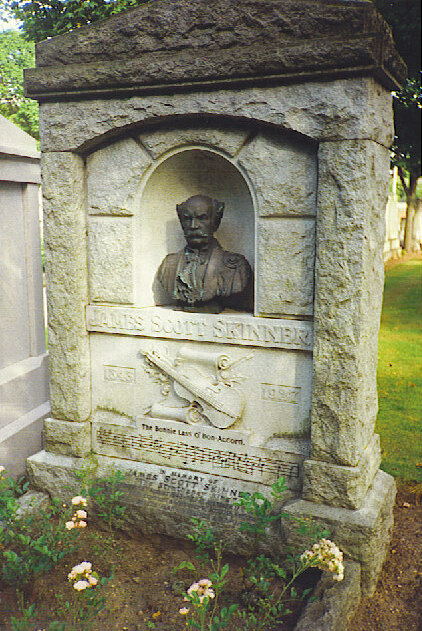
James Scott Skinners Grabmal

James Scott Skinner (* 5. August 1843 in Banchory; † 17. März 1927 in Aberdeen) war ein schottischer Komponist, Violinist, Fiddler und Tanzlehrer.

## Leben
James Skinner wurde am 5. August 1843 in Arbeadie, in der Gemeinde Banchory-Ternan, Aberdeenshire, geboren. Sein Vater, ein Tanzlehrer, starb 1845. Im Alter von sieben Jahren erhielt James Skinner von seinem älteren Bruder Sandy Geigen- und Cellounterricht. Mit acht Jahren spielte James zusammen mit Peter Milne (1824–1908) bei örtlichen Tanzveranstaltungen. 1855 wurde er Mitglied von „Dr Mark’s Little Men“, einem Orchester aus Manchester, das in ganz Großbritannien auftrat. Er erhielt dort eine sechsjährige intensive musikalische Ausbildung. Dort lernte er bei dem französischen Violinisten Charles Rougier, klassische Musik zu spielen.
1861 kehrte er zurück nach Aberdeen und nahm Tanzunterricht bei William Scott. Anschließend verdiente er seinen Lebensunterhalt als Tanzlehrer in der Umgebung Aberdeens. 1862 gewann er einen Sword-dance-Wettbewerb in Irland, ein Jahr später als Geigenspieler einen Strathspey-und-Reel-Wettbewerb in Inverness. 1871 heiratete er Jean Stewart. Im gleichen Jahr wurde seine Tochter Jeanie geboren, 1881 sein Sohn Manson. Die Familie zog nach Elgin, von wo aus Skinner weiterhin Tanzunterricht gab. Die Veröffentlichung der Elgin Collection (1884) war ein ehrgeiziges Unternehmen, bei dem er sich hoch verschuldete. Seine Frau erkrankte und starb am 5. Januar 1899. Am 6. Juni 1899 heiratete Skinner Gertrude Mary Park, sie verließ ihn 1909. Im Jahr 1899 schrieb er einige seiner besten Stücke, und er macht seine erste phonographische Aufnahme. Er gehört damit zu den ersten schottischen Musikern, von denen Tonaufnahmen gemacht wurden. 1904 veröffentlichte er seine größte Sammlung, The Harp & Claymore Collection, herausgegeben von Gavin Greig.
Bis 1925 gab er Konzerte.

## Werke
Seine erste veröffentlichte Komposition, Highland Polka, erschien in einem Magazin, als er 17 war. Insgesamt wurden mehr als 600 Kompositionen von ihm gedruckt. Später erschienen zahlreiche längere Veröffentlichungen:
- The Ettrick Vale Quadrille (1863)
- Twelve New Strathspeys (1865)
- Thirty New Strathspeys and Reels (1868)
- The Miller o’ Hirn Collection (1881)
- The Elgin Collection (1884)
- The Beauties of the Ballroom (1884)
- A Guide to Fashionable Dancing (ca. 1884)
- The Logie Collection (1888)
- A Guide to Bowing (1900)
- The Scottish Violinist (1900)
- The Harp and Claymore (1904)
- The People’s Ball Room Guide (1905)

Skinner machte über 80 Tonaufnahmen auf Zylindern und Schellackplatten. Eine Auswahl der Originalaufnahmen wurde von Temple Records als CD veröffentlicht:
- J. Scott Skinner: The Strathspey King (2002)

Skinners Kompositionen spielen noch heute in der schottischen und irischen Folk-Musik eine große Rolle. Die meisten Stücke sind Strathspeys und Reels. Zu den bekanntesten, noch heute gespielten Stücken gehören The Bonnie Lass o’ Bon Accord, The Iron Man oder The Laird o’ Drumblair.